# Distretto di Julcán (La Libertad)
Il distretto di Julcán  è uno dei quattro distretti della provincia di Julcán, in Perù. Si trova nella regione di La Libertad e si estende su una superficie di 208,49  chilometri quadrati.